# Roe Island
Roe Island (in Chile Islote Martín) ist eine Insel vor der Davis-Küste des Grahamlands auf der Antarktischen Halbinsel. Sie liegt rund 3 km westlich des Kap Andreas in der Einfahrt zur Curtiss Bay.
Luftaufnahmen der Hunting Aerosurveys Ltd. aus den Jahren von 1955 bis 1957 dienten ihrer Kartierung. Das UK Antarctic Place-Names Committee benannte sie 1960 nach dem britischen Luftfahrtpionier Alliott Verdon Roe (1877–1958). Namensgeber der chilenischen Benennung ist vermutlich Alfredo Martín Díaz, Leiter der 10. Chilenische Antarktisexpedition (1955–1956).